# Villayón
Villayón – gmina w Hiszpanii, w prowincji Asturia, w Asturii, o powierzchni 132,46 km². W 2011 roku gmina liczyła 1460 mieszkańców.